# Microcerella salavini
Microcerella salavini är en tvåvingeart som först beskrevs av Blanchard 1955.  Microcerella salavini ingår i släktet Microcerella och familjen köttflugor. Inga underarter finns listade i Catalogue of Life.